# Stade Centrafricain
Stade Centrafricain is een Centraal-Afrikaanse voetbalclub uit de hoofdstad Bangui. Stade Centrafricain speelt anno 2011 in de Première Division, de hoogste voetbaldivisie van het land. De club is binnen de eigen landsgrenzen relatief succesvol, want het won tot nu toe al 4 titels.

## Palmares
- Landskampioen

1977, 1985, 1989, 2008
- Beker van de Centraal-Afrikaanse Republiek

1984, 2001